# David Luiz
David Luiz Moreira Marinho (sinh ngày 22 tháng 4 năm 1987 tại Diadema, São Paulo, Brasil), thường gọi là David Luiz, là cầu thủ bóng đá người Brasil thi đấu ở vị trí trung vệ cho câu lạc bộ Flamengo. Anh cũng cũng có thể thi đấu ở vị trí hậu vệ cánh trái và tiền vệ phòng ngự. Anh từng nắm giữ kỷ lục là hậu vệ có giá trị chuyển nhượng cao nhất lịch sử là 50 triệu bảng Anh.
Khởi đầu sự nghiệp tại Vitória, Luiz chuyển đến Benfica vào tháng 1 năm 2007 và có bốn năm thi đấu tại đây. Tháng 1 năm 2011, anh chuyển đến Chelsea và một năm sau đó đã cùng câu lạc bộ giành cú đúp danh hiệu UEFA Champions League và Cúp FA. Tháng 6 năm 2014, anh đến Pháp thi đấu cho Paris Saint-Germain và giành được hai chức vô địch Ligue 1 trước khi quay trở lại Chelsea hai năm sau đó.
Luiz bắt đầu khoác áo đội tuyển Brasil từ tháng 8 năm 2010 và là thành viên đội tuyển nước này đứng hạng tư tại World Cup 2014 tổ chức tại quê nhà.

## Sự nghiệp câu lạc bộ

### Vitória
Luiz đến Vitória năm 10 tuổi và bắt đầu thi đấu ở vị trí tiền vệ phòng ngự. Anh suýt nữa đã phải rời đội do thi đấu kém ở vị trí này. Tuy nhiên, anh lại thi đấu tốt khi được đưa về thi đấu ở vị trí trung vệ. Luiz có trận đấu đầu tiên cho Vitória vào năm 2005 và có một màn trình diễn ấn tượng trong trận hòa 2-2 với Santa Cruz tại Copa do Brasil 2006. Sau khi Vitória thăng hạng tại Campeonato Brasileiro Série C 2006, trong đó Luiz là cầu thủ thi đấu tốt nhất, anh đã chuyển đến Benfica của Bồ Đào Nha theo hợp đồng cho mượn vào tháng 1. Trong 2 năm thi đấu tại Brasil, Luiz đã thi đấu tổng cộng 47 trận và ghi được 7 bàn.

### Benfica
Ngày 31 tháng 1 năm 2007, Luiz đã gia nhập Benfia để thay thế cho Ricardo Rocha chuyển đến Tottenham Hotspur. Anh có trận đấu đầu tiên cho Benfica gặp Paris Saint-Germain tại vòng 1/16 cúp UEFA, khi anh vào sân thế trung vệ Luisão bị chấn thương. Benfica thua trận 2-1 nhưng David đã có một màn trình diễn đầy hứa hẹn.
Ngày 12 tháng 3 năm 2007, anh có trận đầu tiên tại Giải ngoại hạng Bồ Đào Nha gặp União de Leiria. Cuối mùa giải đó, Luiz đã gia hạn hợp đồng thêm 5 năm, điều kiện giải phóng hợp đồng là 20 triệu €. Bàn thắng đầu tiên của anh cho câu lạc bộ là tại Torneio do Guadiana trong trận gặp Sporting Clube de Portugal. Tuy nhiên, mùa giải 2007-08, anh chỉ được ra sân 8 lần tại Giải ngoại hạng do chấn thương và Benfica cũng chỉ đứng ở vị trí thứ 4.
Ngày 11 tháng 1 năm 2009, David Luiz có bàn thắng chính thức đầu tiên cho Benfica, trong trận đấu với Sporting de Braga. Anh thi đấu hầu hết thời gian mùa giải này ở vị trí hậu vệ cánh trái, do sự sa sút phong độ của Jorge Ribeiro. Mùa giải 2009–10, Luiz thi đấu 49 trận cho Benfica, ghi được 3 bàn và góp công giúp Benfica giành chức vô địch quốc gia đầu tiên sau năm năm. Tại League Cup Bồ Đào Nha, anh ghi bàn mở tỉ số trong chiến thắng 4-1 của Benfica trước Sporting CP ở bán kết. Chung cuộc Benfica giành luôn chức vô địch giải đấu này.
Benfica sau đó đã bán 25% giá trị kinh tế của những vụ chuyển nhượng tương lai cho bên thứ ba là tập đoàn đầu tư Benfica Stars Fund vào ngày 30 tháng 9 năm 2009. David Luiz được định giá 18 triệu €, giá trị đầu tư là 4,5 triệu €. Do đó, quyền sở hữu Luiz được chia sẻ giữa Benfica và Benfica Stars Fund (BSF). Anh cũng ký hợp đồng mới với Benfica vào tháng 10, điều kiện giải phóng hợp đồng là 50 triệu €. David Luiz đã ra sân chính thức trong 27 trận đấu ở mùa giải 2010-11, bao gồm 6 trận ở UEFA Champions League, 4 trận ở Taça da Liga và Taça de Portugal và 1 trận ở Siêu cúp Bồ Đào Nha. Tổng cộng trong thời gian thi đấu tại Benfica, Luiz đã có 82 trận đấu ở Giải Ngoại hạng Bồ Đào Nha và anh được Uefa.com chọn là cầu thủ xuất sắc nhất Giải ngoại hạng năm 2010.

### Chelsea

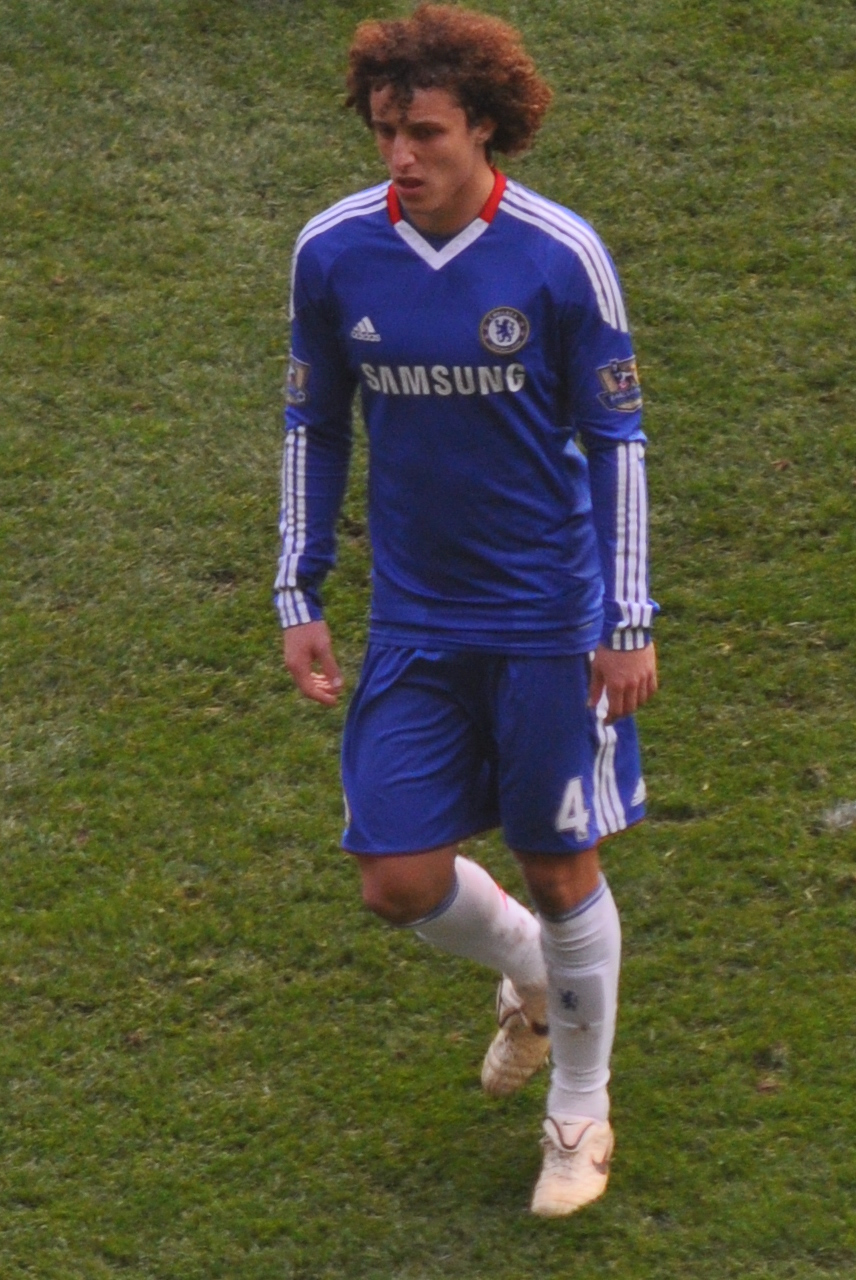
Luiz đang thi đấu cho Chelsea năm 2011

#### 2010-2011
Ngày 31 tháng 1 năm 2011, David Luiz đã chính thức chuyển đến Chelsea với phí chuyển nhượng 25 triệu € (21,3 triệu £) cộng thêm tiền vệ Nemanja Matić chuyển đến thi đấu cho Benfica sau khi hết thời gian cho mượn tại Vitesse Arnhem, theo một bản hợp đồng có thời hạn 5 năm rưỡi. Tại Chelsea, Luiz khoác áo số 4, số áo đã để trống kể từ khi Claude Makelele ra đi vào mùa hè năm 2008. Anh có trận đấu đầu tiên cho Chelsea trong trận đấu với Liverpool vào ngày 6 tháng 2 khi vào sân thay José Bosingwa ở phút 73. Tám ngày sau, Luiz có trận đấu chính thức đầu tiên cho Chelsea trong trận hòa 0–0 với Fulham tại Craven Cottage. Anh trở thành Cầu thủ xuất sắc nhất trận đấu Barclays mặc dù gây ra một quả phạt đền nhưng thủ thành Petr Čech đã cản phá được cú sút đó.
Ngày 1 tháng 3, Luiz có bàn thắng đầu tiên cho Chelsea với cú volley vào góc gần trong chiến thắng 2-1 trước Manchester United tại Stamford Bridge. Ngày 20 tháng 3, anh có bàn thắng thứ hai khi ghi bàn mở tỉ số trong chiến thắng 2-0 trước Manchester City. Luiz sau đó đã giành danh hiệu cầu thủ xuất sắc nhất Premier League trong tháng 3 năm 2011.

#### 2011-2012
Luiz đã không thể tham dự 3 trận đấu đầu tiên của Chelsea tại Premier League 2011–12 do chấn thương đầu gối. Anh có trận đấu đầu tiên trong mùa giải 2011-12 vào ngày 13 tháng 9 với đối thủ Bayer 04 Leverkusen tại UEFA Champions League 2011-12 và cũng chính Luiz là người đã mở tỉ số trận đấu bằng cú sút kĩ thuật, giúp Chelsea thắng chung cuộc 2-0. Trong trận đấu thứ hai mùa giải tại vòng 3 Carling Cup với Fulham, Luiz đã thực hiện thành công lượt sút luân lưu của mình giúp Chelsea thắng 4-3 sau khi hai đội hòa nhau 0-0 ở 120 phút trước đó.
Ngày 5 tháng 2 năm 2012, trong trận đấu với Manchester United tại Premier League, Luiz đã ghi bàn nâng tỉ số lên 3-0 sau pha đánh đầu trúng vai Rio Ferdinand đổi hướng từ đường chuyền của Juan Mata. Trận đấu kết thúc với tỉ số hòa 3-3. Ngày 25 tháng 2, anh có pha cứa bóng đẹp mắt đánh bại thủ môn Ádám Bogdán của Bolton Wanderers, mở tỷ số 1-0 trong chiến thắng 3-0 của Chelsea.
Trong trận lượt đi tứ kết Champions League với đội bóng cũ Benfica trên Sân vận động Ánh sáng, Luiz với những pha truy cản kịp thời và những cú tắc bóng chính xác đã giúp cho Chelsea giành chiến thắng 1-0 và được tờ Goal vinh danh "Cầu thủ xuất sắc nhất trận" với số điểm 8,5 điểm. Tuy nhiên, trong trận bán kết cúp FA giành chiến thắng 5-1 trước Tottenham, anh bị chấn thương gân khoeo nên không thể thi đấu ở hai trận lượt đi và về bán kết Champions League với FC Barcelona và cả trận chung kết cúp FA với Liverpool.
David Luiz đã kịp trở lại trong trận chung kết UEFA Champions League 2012 với Bayern Munich, anh thi đấu đủ 120 phút và thực hiện thành công lượt sút luân lưu của mình giúp Chelsea thắng 4-3, giành danh hiệu vô địch Champions League đầu tiên trong lịch sử.

#### 2012-2013
David Luiz khởi đầu mùa giải mới khi anh có tên trong đội hình xuất phát ở cả hai trận đấu đầu tiên của Chelsea, trận tranh Siêu cúp Anh 2012 với Manchester City và trận đấu với Wigan Athletic ở vòng 1 Premier League 2012-13. Trong trận đấu sớm vòng 3 Premier League với Reading, Luiz đã phải ngồi ngoài do chấn thương nhẹ ở đầu gối. Chelsea đã quyết định phạt nội bộ Luiz vì anh đã đăng thông tin mình bị chấn thương lên Twitter.
Ngày 22 tháng 9 năm 2012, Chelsea thông báo Luiz đã ký bản hợp đồng mới có thời hạn 5 năm với câu lạc bộ, kéo dài đến năm 2017. Tại lượt trận thứ hai vòng bảng của UEFA Champions League 2012-13 với Nordsjælland, Luiz đã ghi bàn nâng tỉ số lên 2-0 trong chiến thắng 4-0 bằng quả đá phạt trực tiếp đẹp mắt từ gần 30m 
Ngày 1 tháng 11 năm 2012, Luiz có bàn thắng thứ hai trong mùa cho Chelsea từ chấm penalty. Ở trận này 'The Blues' dành thắng lợi 5-4 trước Manchester United tại Capital One Cup. Tại Giải vô địch bóng đá thế giới các câu lạc bộ 2012, Luiz thi đấu ở vị trí tiền vệ trung tâm trong trận bán kết với câu lạc bộ México Monterrey. Đến trận chung kết với Sport Club Corinthians Paulista, anh trở lại vị trí trung vệ và thi đấu xuất sắc nhưng Chelsea vẫn thất bại với tỉ số 1-0. Anh được trao danh hiệu Quả bóng Bạc của giải đấu.
Trở lại Premier League, Luiz tiếp tục được huấn luyện viên Rafael Benítez sắp xếp cho thi đấu vị trí tiền vệ trung tâm trong trận đấu với Aston Villa. Anh đã thi đấu cực kì xuất sắc với khả năng tranh chấp bóng tốt và còn ghi được một bàn thắng từ đá phạt trực tiếp nên được đánh giá là cầu thủ xuất sắc nhất trận.

#### 2013-2014
Luiz đã bị chấn thương đầu mùa giải và anh đã phải bỏ lỡ ba trận đấu đầu tiên của Chelsea ở Premier League. Anh trở lại ở trận đấu tranh Siêu Cúp châu Âu với Bayern München. Ở trận đấu đó anh được thi đấu trọn 120 phút và thực hiện thành công một lượt đá penalty. Tuy nhiên cuối cùng thì Chelsea lại để thua 5-4 sau loạt sút luân lưu.

### Paris Saint-Germain
Vào ngày 13 tháng 6 năm 2014, Luiz chuyển đến câu lạc bộ thủ đô nước Pháp là Paris Saint-Germain với mức phí 50 triệu bảng, một kỷ lục thế giới chuyển nhượng cho một hậu vệ, bản hợp đồng có thời hạn 5 năm. Anh có trận đấu đầu tiên tại Ligue 1 vào ngày 16 tháng 8 trong chiến thắng 2-0 của PSG trước Bastia tại Sân vận động Công viên các Hoàng tử. Ngày 30 tháng 9, Luiz ghi được bàn thắng đầu tiên cho PSG, giúp đội bóng Pháp đánh bại FC Barcelona 3-2 trong khuôn khổ vòng bảng Champions League. Vào tháng 1 năm 2015, Luiz bất ngờ có tên trong Đội hình tiêu biểu trong năm của FIFA và điều này khiến anh trở thành chủ đề châm biếm của mạng xã hội.
Ngày 19 tháng 1 năm 2015, David Luiz có bàn thắng đầu tiên tại Ligue 1 trong chiến thắng 4–2 trước Evian. Ngày 11 tháng 3, anh ghi bàn vào lưới đội bóng cũ Chelsea trong trận lượt về vòng 1/16 UEFA Champions League 2014–15. Bàn thắng gỡ hòa 1-1 ở phút 86 của Luiz đã khiến hai đội phải bước vào hiệp phụ và sau cùng Chelsea đã bị loại do luật bàn thắng trên sân khách với tỉ số chung cuộc 3-3. Sau trận đấu này các CĐV Chelsea cho rằng Luiz đã bội ước khi trước trận đấu anh đã tuyên bố sẽ không ăn mừng nếu ghi bàn vào lưới đội bóng cũ. Tuy nhiên sau đó Luiz đã công khai xin lỗi và cho rằng pha ăn mừng bàn thắng đó chỉ vì anh đã ghi bàn trong một trận đấu quan trọng giúp PSG nuôi hy vọng đi tiếp khi đang thiếu người. Ngày 10 tháng 3 năm 2016, Luiz góp mặt trong chiến thắng 2-1 của PSG trước Chelsea, qua đó góp phần lần thứ hai liên tiếp loại đội bóng cũ. Tại mùa giải thứ 2 cho PSG, Luiz đã có được cú đúp danh hiệu quốc nội nhưng không thể giúp PSG vượt qua vòng tứ kết Champions League khi họ để một đối thủ khác đến từ nước Anh là Manchester City đánh bại. Kết thúc mùa giải này, với việc HLV Unai Emery thay thế vị trí của HLV Laurent Blanc tại PSG, vị trí của Luiz đã bị đe dọa nghiêm trọng, một số nguồn tin cho rằng PSG muốn bán Luiz để lấy suất cho một cầu thủ ngoài EU khác.

### Chelsea
Ngày 31 tháng 8 năm 2016, Luiz trở lại Chelsea với bản hợp đồng có thời hạn ba năm cùng phí chuyển nhượng ước tính 34 triệu bảng.

### Arsenal
David Luiz chuyển sang Arsenal ngày 8 tháng 8 năm 2019, theo hợp đồng trị giá 8 triệu bảng. Anh mặc chiếc áo số 23 của câu lạc bộ

### Flamengo
Vào ngày 11 tháng 9 năm 2021, David Luiz ký hợp đồng 15 tháng với Flamengo , trở lại Brazil sau gần 15 năm chơi bóng cho câu lạc bộ ở châu Âu

## Sự nghiệp đội tuyển quốc gia

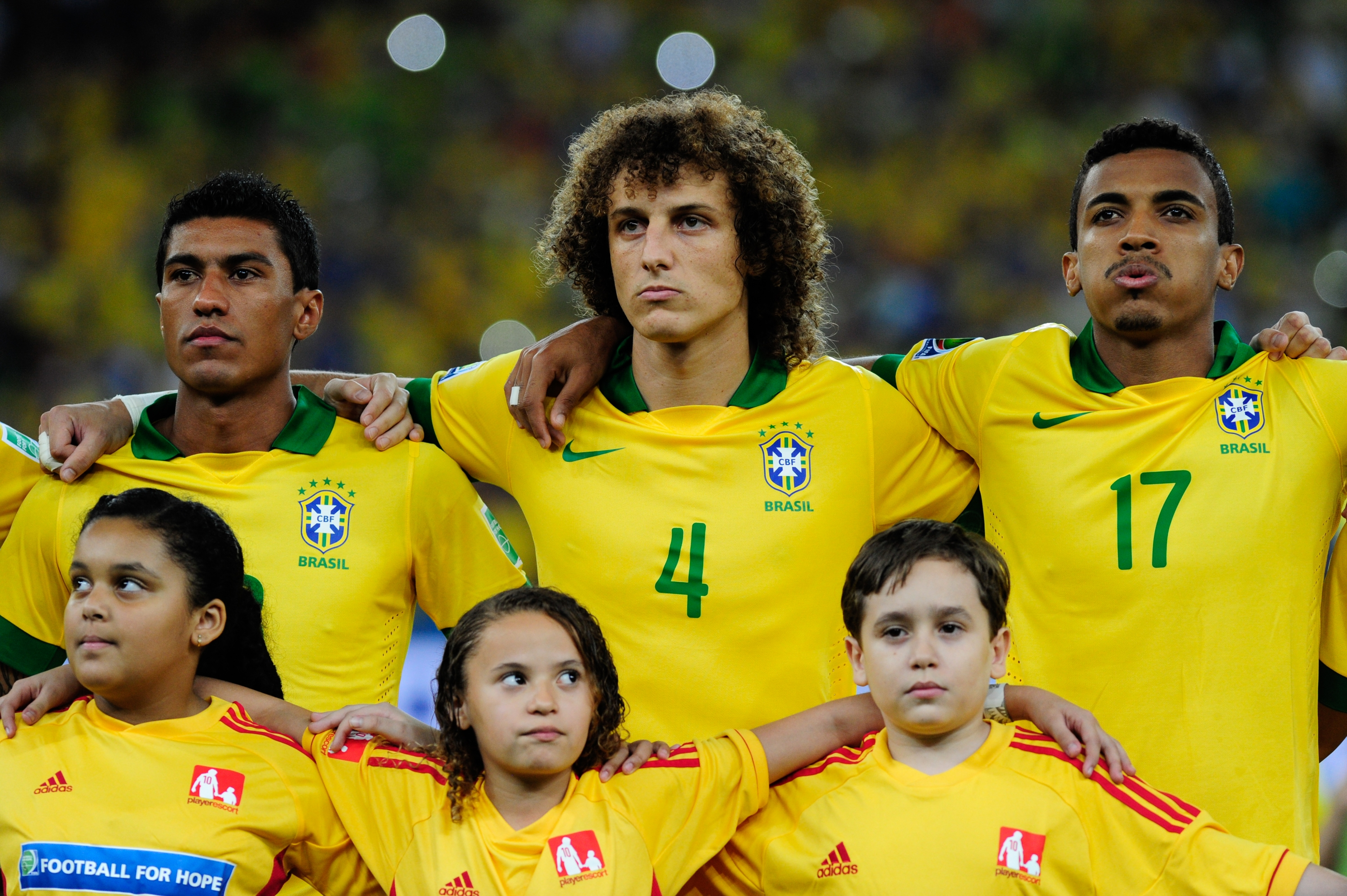
David Luiz trong đội hình đội tuyển Brasil tham dự Cúp Liên đoàn các châu lục 2013.

David Luiz là nhân tố quan trọng trong đội hình U-20 Brasil tham dự Giải U-20 Thế giới 2007 tại Canada, nơi anh thi đấu ở vị trí trung vệ và cả hậu vệ cánh trái. Anh được triệu tập vào đội tuyển Brasil lần đầu tiên chuẩn bị cho trận giao hữu với đội tuyển Mỹ vào tháng 8 năm 2010. Luiz có trận đấu đầu tiên cho đội tuyển Brasil trong chiến thắng 2-0 trước đội tuyển Mỹ tại New Jersey ngày 10 tháng 8.
Luiz có tên trong đội hình đội tuyển Brasil tham dự Copa América 2011 nhưng không thể ra sân do chấn thương đầu gối. Trong trận đấu giao hữu vào tháng 10 năm 2011 với Mexico, anh đã có một pha phản lưới nhà nhưng chung cuộc Brasil vẫn giành chiến thắng 2-1. Ngày 7 tháng 9 năm 2012, David Luiz lần đầu tiên đeo băng đội trưởng của đội tuyển Brasil trong trận giao hữu với Nam Phi tại São Paulo.
Ngày 2 tháng 6, David Luiz chính thức có tên trong đội hình đội tuyển Brasil tham dự World Cup 2014 tại quê nhà. Trong vòng chung kết World Cup 2014, sau trận thua kỷ lục 1-7 trước đội tuyển Đức, David Luiz và thủ môn Júlio César đã gửi lời xin lỗi đến người dân Brasil.

## Danh hiệu

### Câu lạc bộ

#### Vitória
- Vô địch bang Bahia: 2005

#### Benfica
- Primeira Liga: 2009–10
- Taça da Liga (3): 2008–09, 2009–10, 2010–11

#### Chelsea
- Premier League: 2016–17
- FA Cup: 2011–12, 2017–18
- UEFA Champions League: 2011–12
- UEFA Europa League: 2012–13, 2018-2019

#### Paris Saint-Germain
- Ligue 1 (2): 2014–15, 2015–16
- Cúp bóng đá Pháp (2): 2014–15, 2015–16
- Siêu cúp bóng đá Pháp (2): 2014–15, 2015–16
- Cúp Liên đoàn bóng đá Pháp (3): 2014, 2015, 2016

#### Arsenal
- FA Cup: 2019–20
- FA Community Shield: 2020

### Quốc tế
- FIFA Confederations Cup: 2013
- Superclásico de las Américas: 2014

### Cá nhân
- Primeira Liga: Cầu thủ xuất sắc nhất năm 2010
- Cầu thủ xuất sắc nhất trong tháng của Giải bóng đá ngoại hạng Anh: tháng 3 năm 2011
- Quả bóng Bạc FIFA Club World Cup: 2012
- Đội hình tiêu biểu World Cup 2014
- Đội hình tiêu biểu trong năm của FIFA: 2014

## Thống kê sự nghiệp

### Câu lạc bộ
Tính đến 29 tháng 5 năm 2019
| Câu lạc bộ          | Mùa giải            | Vô địch quốc gia | Vô địch quốc gia | Cúp quốc gia | Cúp quốc gia | Cúp liên đoàn | Cúp liên đoàn | Cúp châu lục1 | Cúp châu lục1 | Khác Tournaments2 | Khác Tournaments2 | Tổng cộng | Tổng cộng |
| Câu lạc bộ          | Mùa giải            | Số trận          | Số bàn           | Số trận      | Số bàn       | Số trận       | Số bàn        | Số trận       | Số bàn        | Số trận           | Số bàn            | Số trận   | Số bàn    |
| ------------------- | ------------------- | ---------------- | ---------------- | ------------ | ------------ | ------------- | ------------- | ------------- | ------------- | ----------------- | ----------------- | --------- | --------- |
| Vitória             | 2006                | 26               | 1                | 2            | 0            | —             | —             | —             | —             | 25                | 1                 | 53        | 2         |
| Vitória             | 2007                | 0                | 0                | 0            | 0            | —             | —             | —             | —             | 2                 | 0                 | 2         | 0         |
| Vitória             | Tổng cộng           | 26               | 1                | 2            | 0            | —             | —             | —             | —             | 27                | 1                 | 55        | 2         |
| Benfica             | 2006–07             | 10               | 0                | 0            | 0            | —             | —             | 4             | 0             | —                 | —                 | 14        | 0         |
| Benfica             | 2007–08             | 8                | 0                | 2            | 0            | 0             | 0             | 4             | 0             | —                 | —                 | 14        | 0         |
| Benfica             | 2008–09             | 19               | 2                | 2            | 0            | 4             | 0             | 2             | 1             | —                 | —                 | 27        | 3         |
| Benfica             | 2009–10             | 29               | 2                | 2            | 0            | 5             | 1             | 13            | 0             | —                 | —                 | 49        | 3         |
| Benfica             | 2010–11             | 16               | 0                | 3            | 0            | 2             | 0             | 6             | 0             | 1                 | 0                 | 28        | 0         |
| Benfica             | Tổng cộng           | 82               | 4                | 9            | 0            | 11            | 1             | 29            | 1             | 1                 | 0                 | 132       | 6         |
| Chelsea             | 2010–11             | 12               | 2                | 0            | 0            | 0             | 0             | 0             | 0             | 0                 | 0                 | 12        | 2         |
| Chelsea             | 2011–12             | 20               | 2                | 6            | 0            | 3             | 0             | 11            | 1             | 0                 | 0                 | 40        | 3         |
| Chelsea             | 2012–13             | 30               | 2                | 6            | 0            | 4             | 1             | 14            | 4             | 3                 | 0                 | 57        | 7         |
| Chelsea             | 2013–14             | 19               | 0                | 3            | 0            | 3             | 0             | 9             | 0             | 0                 | 0                 | 34        | 0         |
| Chelsea             | Tổng cộng           | 81               | 6                | 15           | 0            | 10            | 1             | 34            | 5             | 3                 | 0                 | 143       | 12        |
| Paris Saint-Germain | 2014–15             | 28               | 2                | 4            | 1            | 3             | 0             | 10            | 2             | 0                 | 0                 | 45        | 5         |
| Paris Saint-Germain | 2015–16             | 25               | 1                | 3            | 0            | 4             | 1             | 7             | 1             | 1                 | 0                 | 40        | 3         |
| Paris Saint-Germain | 2016–17             | 3                | 0                | 0            | 0            | 0             | 0             | 0             | 0             | 1                 | 0                 | 4         | 0         |
| Paris Saint-Germain | Tổng cộng           | 56               | 3                | 7            | 1            | 7             | 1             | 17            | 3             | 2                 | 0                 | 89        | 8         |
| Chelsea             | 2016–17             | 33               | 1                | 3            | 0            | 2             | 0             | —             | 0             | 0                 | 38                | 1         |           |
| Chelsea             | 2017–18             | 10               | 1                | 2            | 0            | 0             | 0             | 4             | 1             | 1                 | 0                 | 17        | 2         |
| Chelsea             | 2018–19             | 36               | 3                | 2            | 0            | 5             | 0             | 6             | 0             | 1                 | 0                 | 50        | 3         |
| Chelsea             | Tổng cộng           | 79               | 5                | 7            | 0            | 7             | 0             | 10            | 1             | 2                 | 0                 | 105       | 6         |
| Tổng cộng sự nghiệp | Tổng cộng sự nghiệp | 324              | 19               | 40           | 1            | 35            | 3             | 90            | 10            | 35                | 1                 | 524       | 34        |

1Bao gồm UEFA Champions League, UEFA Cup / Europa League và Siêu cúp châu Âu.

2Bao gồm Siêu cúp bóng đá Pháp, Siêu cúp Anh, Giải vô địch thế giới các câu lạc bộ, siêu cúp Bồ Đào Nha và siêu cúp Brasil.

### Bàn thắng cho đội tuyển quốc gia
Kết quả và bàn thắng của đội tuyển Brasil được để trước:
| #  | Ngày                 | Địa điểm                                      | Đối thủ  | Bàn thắng | Kết quả | Giải đấu       |
| -- | -------------------- | --------------------------------------------- | -------- | --------- | ------- | -------------- |
| 1. | 28 tháng 6 năm 2014  | Sân vận động Mineirão, Belo Horizonte, Brasil | Chile    | 1–0       | 1–1     | World Cup 2014 |
| 2. | 4 tháng 7 năm 2014   | Sân vận động Castelão, Fortaleza, Brasil      | Colombia | 2–0       | 2–1     | World Cup 2014 |
| 3. | 18 tháng 11 năm 2014 | Sân vận động Ernst Happel, Viên, Áo           | Áo       | 1–0       | 2–1     | Giao hữu       |